# Anbári hadjárat (2013–2014)
2012 decemberétől Irakban a szunniták tüntettek Máliki kormánya ellen. 2013. december 28-án Ahmed al-Alwani szunnita parlamenti képviselőt ramádi házában letartóztatták. Alwani a kormányellenes tüntetőket összegyűjtő, a Ramádiba vezető autópálya mellett elterülő tábor egyik prominens támogatója volt, Az incidens összetűzésekhez vezetett az Iraki Hadsereg, a helyi törzsek, valamint az Iraki és Levantei Iszlám Állam között.
2014. januárban az ISIL átvette a hatalmat Fallúdzsa felett, és heves harcok törtek ki Ramádiban. Az ISIL június folyamán az észak-iraki támadásohoz kapcsolódóan egy jelentősebb offenzívát indított Anbárban, Június 23-ig Anbar területének legalább 70%-át megszerezték.

## Előzmények

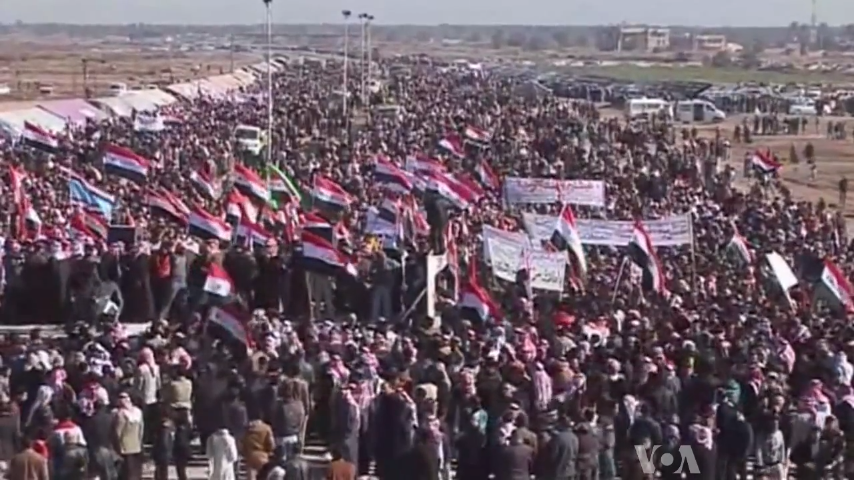
Demonstrálók tüntetnek Málki ellen Ramádiiban, a Büszkeség és Méltóság terén. (Al-Bu Farraj)

A dulajmik vezette kormányellenes megmozdulások és tüntetések már több mint ez éve, 2012. december 12. és 2013. december 29. között folytak. Az iraki kormány leverte a tüntetéseket, így a részt vevő törzsek tovább fejlesztették technikáikat.
Az amerikai csapatok kivonása után az iraki kormány seregei elkezdtek országszerte, többek között Anbárban is, lecsapni a törzsi milíciákra. Tönbb százezer dulami vett részt a hetente Anbárban és Ramádiban a Büszkeség és méltóság terén tüntetéseken. Ezeken a szunnita bebörtönzöttek szabadon bocsátását és Anbár városaiból az iraki hadsereg kivonását követelték. Az Iraki Rendőrségi Erők az Iraki Biztonsági Erők közreműködésével egy fegyveres tűzharc után – melyben a dulaim törzs több tagja meghalt – letartóztatták a parlament szunnita képviselőjét, Ahmed al-Alwanit. Ezután a dulaimik fegyveres felkelést szerveztek.
Röviddel ezután az Iraki Biztonsgi Erőket Anbár teljes területén elkezdték támadni. A második nap több mint 200 katonát fogtak közre Karnában a dulaimi sejknek kitéve őket.
Ali Hatim al-Suleiman sejk megalakította az Al-Anbári Törzsek Katonai Tanácsát, és az erről szóló nyilatkozatában ez állt: „Most a törzs zászlaja alatt harcolunk, és nem a dzsihádé alatt.” Ugyanakkor Ali Hatim al-Suleiman lényegében szövetséget kötött az ISIL-lel.
Ramádi körzetében december 30-án indultak meg az összecsapások, mikor a biztonsági erők elbonozzak egy helyet, melyről azt mondták, az egy szunnita arab kormányellenes helyszín volt, és a műveletek további két napig eltartottak. 2014. január 1-jén a városban lévő milicisták szórványosan összecsaptak a biztonsági erőkkel, és négy rendőrségi épületet felgyújtottak. Az összecsapások másnapra csillapodtak. Ezután az erőszak átterjedt Fallúdzsába, ahol a rendőrök a legt9bb állásukat elhagyták, a milícisták pedig több rendőrségi épületet felgyújtottak.

### Részt vevő csoportok
A dulaim, zoba, al-jumeilat és az al-bu issa törzsek tagjai közül került ki az iraki hadsereg legtöbb ellensége.
Az ISIL-hez nem tartozó fegyveres ellenzék is több részből állt össze. Azt állították, a Naqshbandi Törzs Embereinek Rendjének Hadserege szintén része az iraki kormány ellenzői csoportjának. A Törzsi Forradalmárok Katonai Tanácsa (MCIR), a legnagyobb, ISIL-en kívüli csoport több olyan csoportot fog össze, melyek részt vettek az iraki felkelésben. Ilyenek az 1920-as Forradalom Dandárja, az Iraki Iszlám Hadsereg, a Jaish al-Rashideen, az Iraki Hamasz és Abdullah al-Janabi egykori mudzsáhid Shura Tanácsa.
Egy második, Az Anbári Törzsek Forradalmi Tanácsa néven ismert csoport vezetője Ali Hatem al-Suleiman sejk. Ez a csoport az MCTR-től eltérően nem hangoztatja az iraki kormány eltávolítását, ehelyett az Anbárt a központi kormány részéről érő erőszakos cselekedetek ellen próbál meg fellépni.
Az utolsó csoport neve a Büszkeség és Méltóság Hadserege, de ez a csoport az azonos név ellenére nem egyezik meg azzal, melyet Ali Hatem Suleiman a 2013-as hawijai összecsapások után hozott létre.

## 2013

### December
Irak nyugati részén az összecsapások 2013. december 30-án kezdődtek, mikor az Iraki Biztonsági Erők letartóztatták Ahmed al-Alwani szunnita parlamenti képviselőt és több, az Anbár kormányzóság legnagyobb törzséhez, a dulaimhoz tartozó családja több tagját.Másnap az iraki biztonsági hatóságok lerohantak egy már egy éve meglévő szunnita tüntető háttértábort Ramádiban. A dulaim törzs seregei Ramádiban és Fallúdzsában szálltak harcba az Iraki Hadsereg katonáival. Miután a helyzet enyhítése érdekében az iraki hadsereg december 31-én kivonult Anbárból, a törzsi seregek átvették a hatalmat Fallúdzsa,és Karma, valamint Ramádi nagy része felett. Röviddel ezután megjelentek az Iraki és Levantei Iszlám Állam (ISIL) katonái is, és elfoglalták Ramádi egyeskerületeit és a túlnyomóan szunnita lakosságú Anbár tartományban fekvő Anbár városát is. Megjelenésük után röviddel a dulaimi törzsi seregek egyes tagjai az ISIL szövetségeseinek hívták magukat.
A Zoba, Al-Jumeilat és Al-Bu Issa törzsek a dulaim törzshöz csatlakoztak, és így harcoltak az iraki hadsereg ellen. 30.000 dulaimi rendőr szintén elhagyta Anbárban a posztját, és az iraki hadsereg ellen harcoló törzsi csapatomhoz csatlakozott.
2013. december 30-án Núri el-Máliki iraki miniszterelnök bejelentette, hogy az Iraki Hadsereg megindul a csökönyös anbári városok felé, de másnap ezt a döntését visszavonta.

## 2014

### Január–február – Fallúdzsa eleste és a Ramádi csata
Január 2-án a hadsereg Ramádin kívül gyülekezett. Január 3-án Fallúdzsában az al-Kádiához köthető erők több rendőrőrsöt is elfoglaltak Fallúdzsában. Reggel a törzsi és az ISIL-hez kapcsolódó seregek további területeket foglaltak el Ramádiban, és az egyik rendőrkapitány beszámolója szerint az egyik utcán orvlövészeket is hátra hagytak. Egy rendőrezredes szerint a hadsereg Ramádi és Bagdad között ismét visszatért Fallúdzsába, de a város negyede még m indig az ISIL és a törzsiek megszállása alatt van. A legnagyobb részt még tartja a hadsereg és az általuk felfegyverzett törzsiek, és a többi sereg már körbevette a várost. Egy másik vezető beosztású rendőr viszont azt mondta, míg a hadsereg erősítést küldött a város köré, ők behatotak Fallúdzsába. A nap folyamán a rendőrség s a törzsi csapatok összetűzésében több mint 100 ember meghalt.
Január 4-én az ISIL megszerezte Fallúdzsát az iraki kormánytól. Az kiraki hadsereg aknavetőkkel is lőtte Fallúdzsát, hogy így próbálja meg visszaszerezni a felügyeletet a milicistáktól és a törzsi harcosoktól. Egy közelebbről meg nem nevezett törzsi tisztviselő szerint legalább 8 embert megöltek az irakiak. Meg nem nevezett egészségügyi források szerint további legalább 38 ember szerzett sérüléseket.
Január 3-án az ISIL elkezdett olyan szórólapokat terjeszteni, melyeken bejelentették az „Erény Terjesztéséért és a Bűn Megfékezéséért Felelős Bizottság” megalakulását, melynek célja a szigorú iszlám előírások betartatása volt, ahhoz hasonlóan, ahogy a várost 2005-2006-ban a mudzsáhid Shura Bizottság alatt irányították. Két nappal Fallúdzsa eleste után Abdullah al-Janabi, a Mudzsáhid Shura Bizottság volt vezetője visszatért a városba, és január 4-én Fallúdzsa északi részén a Saad bin Abi Waqas mecsetben megjelent. Janabi itt azt mondta az imádkozóknak: „Minden rendőr kezéhez vér tapad. A rendőrség épületeit kínzásokhoz és vallomások kicsikarásához használták. ... és ezeket el kell tüntetni.” Az Iraki Hadseregre utalva megjegyezte: „A mindenható Istenre és a Mártírok vérére esküszünk, hogy a szafavida hadsereg nem teszi be a lábát a városba, csak a holttesteinken keresztül.” Ezalatt körülbelül 200 álarcos milicista torlaszolta el a mecsethez vezető utakat, a híveket pedig egyesével vizsgálták át, van-e náluk fegyver, mielőtt beléptek az épületbe.
Január 6-án törzsi harcosok segítségével az iraki biztonsági erők visszaszerezték az ellenőrzést Ramádi központja felett.A környező területeken azonban másnap is tovább folytak a harcok. Eközben a város belsejébe visszatért az élet, a kormányzati szervek, piacok és kórházak ismét kinyitottak. Január 7-én az irakiak Ramádira lőtt rakétája 25 milicistával végzett. Még aznap egy ismeretlen fegyveres férfi a Szamarra városától északra fekvő ellenőrző pontnál végzett hét rendőrrel, köztük egy kapitánnyal. Bár egyik csoport sem vállalta a felelősséget a támadásért, a rendőrök szerint az ISIL állhatott a merénylet mögött. Január 8-ra Fallúdzsa mellett az ISIL megszerezte Anbárban az ellenőrzést Al-Karmah, Hít, |Khaldiyah, Haditha, Al Qaim és részben Ramádi és Abu Ghraib felett, és ezeken kívül az övé lett több kisebb település is Anbárban.
Január 8-án egy meg nem nevezett rendőrkapitány megerősítette, hogy a biztonsági erők és a törzsi harcosok éjszakai, hét órán át tartó támadásában az ISIL-t Ramádi déli részéből kiűzték. Január 9-én a tankokkal felfegyverzett iraki biztonsági erők heves tűzharcba keveredtek az ISIL harcosaival Albubali környékén Ramádi Fallúdzsa között. Január 10-én az iraki speciális egységek és az ISIL között a szintén a két nagyváros közelében fekvő al-Bubali faluban indultak összecsapások. Aznap a törzsek emberei és a rendőrség Ramádi két körzetét visszafoglalta. Január 14-én szunnita csapatok az ISIL-lel közösen Ramádiban további területeket rohantak le. Január 16-án a szunnita törzsek embereivel megerősített iraki hadsereg egy ellentámadásban visszafoglalta Saqlawiyah városát az ISIL-től.
Január 17-én az ISIL Fallúdzsában felhívást tett közzé,, hogy a lakosok csatlakozzanak hozzájuk a kormány elleni harcban, de az iraki média korábban már arról számolt be, hogy a város több részét már visszafoglalták. Január 19-én az iraki hadsereg egy akciót indított Ramádiban. Miután nyolc rendőrt és törzsi harcost megöltek, az akciót felfüggesztették. Másnap egy magát megnevezni nem kívánó iraki tisztviselő azt mondta, az ISIL-nek olyan nehéz tüzérségi lőszerei vannak, hogy Bagdadot is meg tudják fenyegetni. Január 21-én a szunnita törzsi harcosok támogatását élvező iraki hadsereg megtámadta Ramádi fontos körzeteit, hogy ennek segítségével vissza tudja szerezni a várost az ISIL-től. Másnap a hadügyminisztéium azt közölte, hogy légi támadásaiban legalább 50 milicistával végeztek, mikor az ő anbári támaszaikat támadták.
Január 26-án szemtanúk szerint Fallúdzsa közelében az iraki biztonsági erőkkel folytatott összecsapások után az ISIL az iraki hadsereg legalább öt katonáját elfogta, megszerezte a hadsereg egyik Humvees-jét, és többükre tüzet nyitott. Továbbá olyan beszámolók is érkeztek, melyek szerint az iraki hadsereg légi támadásaiban és légi bombázásaiban legalább 7 ember meghalt. Január 30-án az Iraki Hadügyminisztérium szóvivője, Mohammad al-Askari azt mondta, a biztonsági erők és a vele szövetséges törzsi csapatok Ramdáditól északra visszafoglalták Albu Farrajt valamint Falludsza nyugati részén Al-Nasafot. Ezeket a területeket ő az „ISIL fontos bázisainak” nevezte. Január 31-én az Iraki Hadügyminisztérium jelentése szerint az Iraki Légierővel megerősített és a törzsi csapatok támogatását élvező Iraki Hadsereg 39. Dandárja megölt 40 milicistát, és elfoglalta az ISIL fallúdzsai központját.
Február 1-jén az Iraki Hadsereg és a rendőrség a kormánypárti milicisták segítségével Ramádiban és Fallúdzsában egy újabb támadást indítottak az ISIL ellen. Legalább 35 milicistát megöltek, és a csata során nagy mennyiségű fegyvert szereztek meg a milicisták kezén lévő Malaab és Dhubat kerületekben, valamint Ramádi 60. utcájában. Február 3-án a Hadügyminisztérium arról számolt be, hogy az iraki hadsereg és a vele szövetséges törzsiek egy fallúdzsai milicista előretörés megelőzése közben 57 ISIL-milicistát megöltek, Február 8-án Anbár kormányzója, Ahmed Khalaf Dheyabi ultimátumot intézett az ISIL-hez, melyben felszólította őket, hogy egy héten belül adják meg magukat.
Február 9-én Ramádi Malab kerületében 13 embert öltek meg. Február 12-én Ramádi keleti részében 7 társával együtt megölték az ISIL egyik vezetőjét, Abo Majid al-Saudit. Február 15-én az Iraki Közös Parancsnokság bejelentette, hogy egy al-Milahma, Albu Shihab és Khalidiya térségében végrehajtott rajtaütésben az ISIL több tagját kivégezték. Február 18-án az ISIL 45 harcosát ölték meg, köztük szíreket és afgánokat is. Február 19-én az ISIL egyik vezetője, Abd Khaliq Mahedi maga kereste fel az Irak Fiainak Tanácsát, annak is az elnökét, Mohamed al-Hayist, és segítségét ajánlotta fel az ISIL elleni támadásokban. Február 28-án Farouq al-Jughaifi rendőrségi vezető szerint egy hadithai bombatámadás megölte a kormánypárti szunnita törzsi sejket és elöljárót, Fleih al-Osmant és hat harcosát, miközben öt civil megsebesült.

### Március-május – Kormányzati ellentámadás
Március 16-án a kormányerők visszafoglalták Ramádit és Fallúdzsa egy részét.
Április 13-án kormánypárti törzsi harcosok megszerezték a Fallúdsai Víztározót.
Május 7-i hírek szerint az Iraki Biztonsági Erők egy nagyobb méretű támadást terveznek, melynek során vissza akarták szerezni Fallúdzsa, Garma, Duwylieba és Jurf al-Sakhar területeit. Ekkorra már megerősítették, hogy Fallúdzsa teljesen az ISIL ellenőrzése alatt van.
Május 9-én a hadsereg egy offenzívát indított, és május 18-ra visszafoglalta a Fallúdzsától keletre futó nemzetközi főútvonalat, ezen felül 16 települést is elfoglalt a város körül.

### Június – az ISIL offenzívája
Június 3-án Fallúdzsa bombázásában legalább 18 ember meghalt és 43 megsebesült.
Június 7-én az ISIL-hez kötődő fegyveresek az Anbári Egyetemnél több biztonsági őrt megöltek, lerombolták „a főkapuhoz futó” egyik fő hidat, és ott tanuló hallgatókat ejtettek túszul. A hallgatók több óra elteltével távozhattak, a kart a helyi önkormányzat által biztosított buszok segítségével hagyhatták el. Az incidens alatt a jelentések szerint egyetlen hallgató sem sebesült meg.
Június 12-én a szír határ mellett állomásozó Iraki Határrendészet az ISIL közeledtét észlelve elhagyta álláshelyét, hogy a biztonságosabb, kurdok által ellenőrzött Szindzsárba és Ninivébe húzódjanak vissza. A több száz katonából és az őket szállító 60 tankból álló menetben azonban pánik és fejetlenség tört ki, mikor útközben az ISIL egy kisebb autós egysége támadott rájuk. Mire a kurd erők megérkeztek, a rendőri erőket megtizedelték, nem tudni, hányan estek el illetve szenvedtek sebesüléseket, miközben többen mindenüket hátrahagyva nekivágtak a sivatagnak. Gyalog is csak két rendőr érte el Szindzsárt.
Június 15-én az ISIL elfoglalta Saqlawiyah városát, miközben a hadsereg helikopterekkel biztosította a terepet a visszavonuló seregek számára. A harcok alatt az egyik helikoptert lelőtték.
Június 17-én a felekelőkből alakult Szabad Szíriai Hadsereg és az al-Káidához kapcsolódó al-Nuszra Front elfoglalta a szír-iraki határon fekvő al-Káim átkelőhelyét
Június 19-én az ISIL elfoglalta a Bagdadtól 45 mérföldre fekvő Thathar tóhoz közeli Al Muthanna Kémiai Fegyver Üzemét, mely egy olyan területen fekszik, mely ekkorra már lényegében teljesen a felkelők kezére került. Este később összecsapások törtek ki a szír határhoz közeli al-Káimban, melyek másnap délig tartottak, ezek eredményeképp a város nagy része a milicisták kezére került.Az összecsapásban az iraki biztonsági erők 34 tagját ölték meg. A város elleni támadás egy légi zárral kezdődött, mely után megindult a lényegi támadás.
Két nappal később, a szír felkelők visszavonulása után al-Káimot az ISIL foglalta el. A várost és teljes környékét is az ISIL tartotta ellenőrzése alatt. Előző nap az al-Káimért folytatott harcokban 11 katona és 20 militáns meghalt, 20 katona pedig megsebesült. Ezután az ISIL mélyebben is behatolt a kormányzóságba, és elfoglalta Rawa, Ana és Huseiba városait. Az iraki hadsereg Rawa és Ana közelében fekvő katonai parancsnoki központjait szintén körbe fogták, és a jelentések szerint Ramádi nagy része ekkor már a milicisták kezén volt. Összességében a jelentések szerint az Iraki Biztonsági Erők egy teljes dandárját tették harcképtelenné al-Káim térségében. Az este folyamán Rutba is az ISIL kezére került.
Másnap reggel az ISIL elfoglalta Rasaban az Al Jazeera Parancsnoki Központot. Ezen kívül egy Jordániába és egy Szíriába vezető határátkelőt is megszereztek.
Június 23-án, miután a milicisták ellenállás nélkül visszavonultak, az iraki hadsereg visszafoglalta a Szíriával közös határon fekvő Al-Waleed átkelőt. Egy nappal később a jordániai ellenőrző pont is a kormány kezén volt.
Június 24-én több szíriai repülőgép is megtámadta Nyugat-Irak egyes részeit, miközben legalább 57 ember meghalt. Az USA álláspontja szerint a támadás célpontjai az ISIL állásai voltak.A szír kormány oldaláról azonban nem adtak ki hasonló értelmű nyilatkozatot.
Június 26-án a felkelők tovább haladtak a második legnagyobb iraki gát, a Haditha Gát felé, és elérték a Haditha eleti részén fekvő Burwana területét.Itt a kormányerők megtámadták őket abban a reményben, hogy fel tudják tartóztatni az előrenyomulásukat.

## Következmények: a 2014. szén folytatódó harcok
Szeptember végén és október elején az ISIL támadást indított, hogy Anbár kormányzóság teljes egészét elfoglalja. Szeptember 14. és 22. között az ISIL harcosai sikeresen ostromolták Száklávját, melyben a város elesett, több száz katona pedig meghalt. Október 4-én az ISIL a közeli Hít nagy részének eleste után megtámadta Kabisát. Október 23-án a hadsereg teljes egészében kihátrált Hítből. Az ISIL harcosai legalább 3 páncélos járművet és 5 tankot zsákmányoltak. Az ENSZ becslése szerint harc következtében 180.000 ember vesztette el a lakhelyét. Október 23-án az ott lakó szunnita harcosok több hétnyi ellenállását leküzdve az ISIL elfoglalta Albu Nimr falut.
Október 28-. és 31. között az ISIL az ellenségnek számító, az iraki kormány oldalán harcoló szunnita törzsek tagjai közül 46-220-szal végzett. Október 30-án legalább 228 törzstag holttestét tárták fel.
November 2-án Irak kormánya bejelentette, hogy az ISIL a szunnita törzs 332 tagját megölte. Négy nappal később az Albu Nimr törzs vezetője elmondta, hogy tagjaik közül 540 életét oltották ki. November 10-én Hít közelében a törzs további 70 tagja lelte halálát.
November 21-én a kormányzóság központjában törtek ki összecsapások.
November 23-án egy Hítet ért légi támadásban civilek vesztették életüket. Köztük volt egy négytagú család is, két gyermekkel. Bizonytalan, hogy ki felelős a támadásért.

## Humanitárius következmények
2014. március közepére több mint 380.000 ember hagyta el a szülőhelyét, közülük 300.000 az utolsó hat hét során menekült el. Az UNHCR szerint a legtöbb ember a Fallúdzsa és Ramádi környékén kialakult bizonytalanság” vándorolt el, és „Anbár kormányzóság külsőbb részeibe távozott”, bár „60.00 ember célpontja távolabbi kormányzóságokba esett.” Eddig összesen 336 polgári áldozata és 1562 sebesültje volt az összecsapásoknak.

## Reakciók
Az USA 2014. januárban megerősítette, hogy segít a környéken jelenlévő csoportok elleni harcban, és felgyorsítja az Iraknak szánt eszközök leszállítását, melyek között ott volt több Hellfire rakéta, ScanEagle UAV és Raven UAV is. Irán szintén felajánlotta támogatását. Ali Nashmi iraki újságíró szerint Szaúd-Arábia és Katar és hozzájuk hasonló más Öböl-menti államok segítik az ISIL tevékenységét.